# أديسون راسيل
أديسون راسيل (بالإنجليزية: Addison Russell)‏ هو لاعب كرة قاعدة أمريكي، ولد في 23 يناير 1994 في بينساكولا في الولايات المتحدة.

## وصلات خارجية
- أديسون راسيل على موقع دوري كرة القاعدة الرئيسي (الإنجليزية)
- أديسون راسيل على موقع دوري كوريا الجنوبية لكرة القاعدة (الإنجليزية)
- أديسون راسيل على موقعبيزبول رفرنس.كوم (الدوري الرئيسي) (الإنجليزية)
- أديسون راسيل على موقعبيزبول رفرنس.كوم (الدوري الثانوي) (الإنجليزية)
- أديسون راسيل على موقع إي إس بي إن.كوم (أم.أل.بي) (الإنجليزية)
- أديسون راسيل على موقع مشجعي الرسوم البيانية (الإنجليزية)